# Mephritus serius
Mephritus serius là một loài bọ cánh cứng trong họ Cerambycidae.